# Ušakovo (Kaliningradská oblast)
Ušakovo (rusky: Ушаково, německy: Brandenburg, polsky: Pokarmin nebo Uszakowo, litevsky: Pokarviai nebo Branderburgas nebo Ušakovas) je vesnice v Rusku v Kaliningradské oblasti. V roce 2011 měla 812 obyvatel. Leží na pobřeží Baltského moře, vesnicí ovšem protéká také řeka Prochladnaja.
Obyvatelé vesnice se živí převážně rybolovem a zemědělstvím.
Ušakovem prochází silnice 27A-021, které vede do Polska a do Kaliningradu.
Dopravu do Kaliningradu zajišťuje autobusová linka 117.

## Historie
V roce 1266 v místě vesnice založil dřevěný hrad braniborský markrabě Ota III. Braniborský, který pojmenoval hrad Brandenburg podle Braniborska. Krátce po založení hrad vyhořel, ale nový kamenný hrad byl postaven už v roce 1267. Později ale začal tento hrad chátrat, až byl v roce 1776 zbořen a začátkem 19. století se začal zbytek hradu rozebírat na cihly, které byly použity na opravu hradu Malbork. Za zmínku stojí také kostel v Brandenburgu, který byl poprvé zmíněn v roce 1482.
Po druhé světové válce bylo celé území Kaliningradské oblasti včetně Brandenburgu připojeno k Sovětskému svazu (k ruské SSSR) a původní německé obyvatelstvo bylo odsunuto a nahrazeno ruským. V roce 1946 byla vesnice přejmenována na Ušakovo.

### Vývoj počtu obyvatel
| Rok  | Počet obyvatel |
| ---- | -------------- |
| 1885 | 1387           |
| 1939 | 1595           |
| 2002 | 864            |
| 2011 | 812            |

## Památky

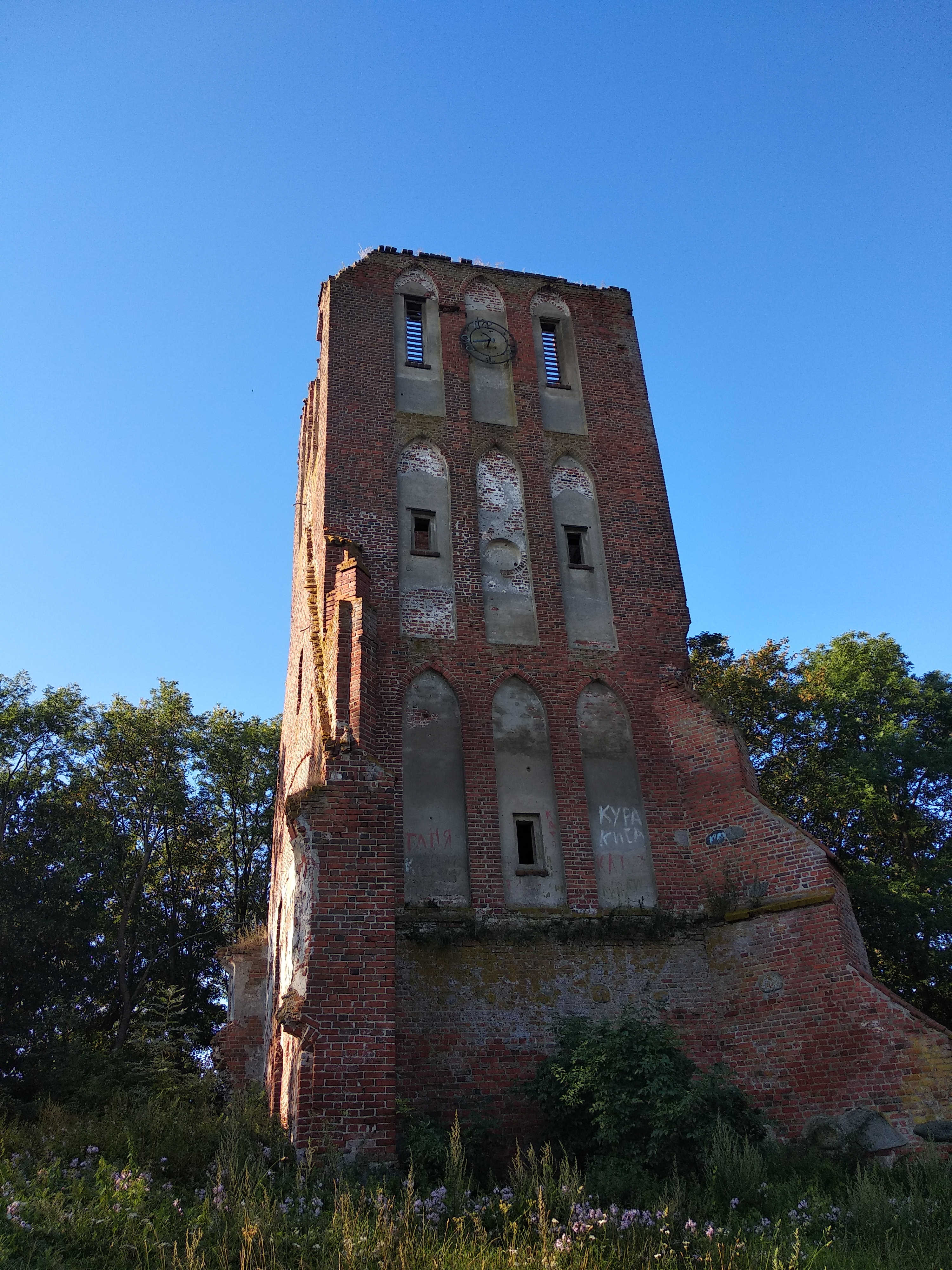
Kostel v Ušakovu

### Kostel
Původně katolický, později luteránský cihlový kostel byl postaven ve 14. století. Kostel byl těžce poškozen během druhé světové války, dnes se zachovala pouze kostelní věž, ale na věži dodnes zůstali hodiny.

### Hrad
Ruiny již zmiňovaného hradu. Dochovalo se pouze několik cihlových zdí.

### Hrob vojáků
Ve vesnici je masový hrob sovětských vojáků, kteří padli během dobývání Východního Pruska.